# Davis Efraim
Davis Efraim (* 29. August 1976) ist ein indonesischer Badmintonspieler. 

## Karriere
Davis Efraim wurde 2003 indonesischer Meister im Herrendoppel mit Imam Sodikin. 1994 gewann er das German Juniors. 1997 und 2001 siegte er bei den Indonesia International. Bei den Brunei Open belegte er 1995 und 1996 Rang zwei ebenso wie bei den Indonesia Open 1996 und den French Open 1997. Dritter wurde er bei den Polish International 1997.